# Gabriel Morvay
Gabriel Stanisław Morvay (Tarnów, 1934. július 16. – Sabadell, 1988. szeptember 16.) apai ágon magyar származású lengyel festő.

## Élete
A magyar Kazimierz Morvay (Morvay Kázmér) festő és a lengyel Jadwiga Essers szobrász fiaként született Tarnówban. A II. világháború előtt családja Lwówba költözött, ahol apját főrestaurátornak nevezték ki egy múzeumban. A háború alatt a városi értelmiséget a katyńi és palmiryi vérengzéshez hasonló öldöklés tizedelte meg. Családja felbomlott és ő különféle menekülttáborokban kapott elhelyezést. A háború után apját professzornak nevezték ki a varsói Építészeti Iskolában, ő pedig 1952-ben megkezdte tanulmányait a varsói Szépművészeti Akadémián. Egyik tanára Artur Nacht-Samborski volt.
1958-ban az Akadémia utazást szervezett Párizsba, melyen ő is részt vett. A csoporttól megszökött és rövid ideig a francia fővárosban bujkált. Később a francia kormánytól menekült státuszt kapott, így politikai száműzötté vált hivatalosan is. Többé nem tért vissza Lengyelországba.
Párizsban hamar beilleszkedett a művésztársadalomba, elsősorban emigráns művészekkel kötött barátságot. Antoni Angle katalán festő, Vladimir Slepian orosz származású cseh-francia művész, majd nem sokra rá a Jannink műgyűjtő család lett a barátja, egyben a támogatója is. Visszaemlékezések szerint ebben az időben magas és erős ember volt, aki rendkívüli eleganciája és udvariassága ellenére markáns, kemény, szlávos benyomást tett az ismerőseire. Köztudomású volt szabadságvágya, illetve hogy nagy festő akar lenni.
Támogatóinak köszönhetően anyagi és társadalmi helyzete gyorsan megerősödött. 1960-ban csatlakozott a katalán városkában, Sabadellben megalakult Gallot Csoporthoz, amelyre Mihail Larionov emigráns orosz festő volt nagy hatással, és amely szeptemberben Barcelonából indult egy sor „nyilvános festészeti akcióval”. A csoport munkájába a Hotel Colonban tartott akció során kapcsolódott be. A következő év januárjában a D’Art Szalonban rendezte meg első kiállítását. Ebben az időben főképp nagyméretű absztrakt, expresszionista képeket festett, egyes barátairól azonban tus-, ceruza- és olajportrét is készített. Útkeresése 1963-ig tartott.
1962-ben dicsérő kritika jelent meg róla Michel Courtois tollából a párizsi Creuze Galériában megrendezett „Donner à Voir” című nagyszabású avantgárd kiállítás kapcsán. Angle-val és Pierre Gogois-val együtt emelte ki a kritikus. Ugyanebben az évben Párizsban Joan Masgrau-val ismerkedett össze, nyáron pedig feleségül vette Begonia Ormaetchea-t, akivel a házassága szerencsétlenül sikerült. Az asszony pszichiátriai beteg volt, aki gyakran kapott dührohamokat és kórházban is kezelték. 1963-ban ugyan elváltak, de a kapcsolat törést okozott a festő életében és művészetében. Lakását egyre ritkábban hagyta el és fokozatosan emberkerülővé vált. Bár megőrizte ecsetvonásainak expresszionista jellegét, sajátos figuratív festészetbe kezdett. Egyik első ilyen munkája Angle-val közösen volt, amikor a Jannink-család Loire melletti kastélyában falfestményeket készített. Az ebben az időben készített művein már Bonnard, Goya és Monet hagyománya fedezhető fel. Nem sokra rá elhagyta a lakását és csavargó életet kezdett élni. Vándorfestőként nagy szegénységben élt, és visszaemlékezők szerint szelleme is hanyatlani kezdett.
1967 őszén utazott először Olaszországba. Genovába, Torinóba és Rómába, majd Elba szigetére látogatott el. Itt határozott, vastag ecsetvonásokkal erőteljes, expresszív tájképeket festett. Ettől fogva gyakran változtatta a lakóhelyét országok között is. A rákövetkező évben Rómába költözött, majd 1970 szeptemberében ismét Sabadellben telepedett le. Néhány olaszországi kirándulást leszámítva 8 évig maradt itt, kezdetben a Balsach családnál lakott.
Új művészeti korszaka, amelyben megjelent a figuratív festészet, 1971-től teljesedett ki. Belső tereket, Sabadell és Barcelona utcáit, gyárakat, folyók partját és a városokat övező tájat festette meg. Az év során szerepelt a „Valdes, Camino de San Gotardo” c. filmben is (rendező: Pere Balsach, forgatókönyvíró Pere Balsach és Francese Bellmunt). Antoni Taulé festővel pedig több ún. négykezes festményt készített, melyeken különös szellemek és állatok láthatók („Serie d’Olo”).
1972-ben megint Olaszországba utazott, és Camogli-ban megfestette első tengeri sorozatát. 1974 karácsonyán apja Sabadellbe érkezett, hogy megtalálja a fiát. Ez volt az első találkozásuk az emigráció óta, és egyben az utolsó is. Ezt követően ismét vándorlás következett, néhány éven át Barcelonában, Liguriában, Párizsban élt, s többek között Angle, Joaquim Montserrat és Frances Bernaldo festőkkel dolgozott együtt.
1977-ben Párizsban Joaquim Sala-Sanahuja stúdiójában élt. Itt írta meg novelláit, amelyeket Sala-Sanahuja gyűjtött össze és adott ki később „La Chambre de Pauline” címmel.
Egy évvel később visszatért Olaszországba. Egy ideig Cremonában lakott, majd Casalmaggiore-ba költözött, ahol négy éven át az Il Bersagliere panzió lakója volt. A lakásért képekkel fizetett. 1982-ben még megrendezett egy kiállítást, önarcképeket is festett, majd eltűnt (egyszer az olasz televízióban mint hajléktalan tűnt fel).
1986-ban Párizsban bukkant fel újra, ahol Taulé házában lakott. Ez után a Balsach családnak köszönhetően visszatért Sabadellbe, ahol megint festeni kezdett. Témái a Ripoll folyó, a gyárvárosok, utcaképek és kitalált jelenetek voltak. Egy év múlva kiállított a sabadelli Quasar Stúdióban, ez volt az utolsó kiállítása az életében. 1988. szeptember 16-án hunyt el, barátai gondoskodtak róla végső betegségében.

## Néhány munkája
- Kompozíció (sorozat). 1960-1962, olaj/vászon, 195 x 130 cm
- Roman Krzyśko portréja. 1962, olaj/vászon, 130 x 97 cm
- A nagy pálma. Elba szigete, 1968, olaj/vászon, 80 x 100 cm (A. Amezketa tulajdona)
- A Tevere rakpartja. 1968, olaj/vászon, 70 x 100 cm (A. Amezketa tul.)
- „Ecce Homo”. 1969, olaj/vászon, 100 x 80 cm (A. Amezketa tul.)
- Plázs Camogliban. 1972, olaj/vászon, 60 x 80 cm (E. Azzini tul.)
- Az Il Bersagliere panzió borospincéje. 1978, olaj/vászon, 80 x 60 cm (E. Azzini tul.)
- Műhelyben. 1979, olaj/vászon, 70 x 100 cm (E. Azzini tul.)
- Női akt 1-2. 1980, olaj/vászon, 60 x 80 és 50 x 70 cm (E. Azzini tul.)
- Önarckép. 1981, olaj/vászon, 40 x 30 cm (E. Azzini tul.)
- Zsoké. 1983, olaj/vászon, 40 x 50 cm (E. Azzini tul.)
- A Palazzo Te (Mantua). 1985, olaj/vászon, 60 x 80 cm (E. Azzini tul.)

## Emlékezete
„Napok óta az életén gondolkodom. Azokra a ritka virágokra emlékeztet, melyek évente csak egy éjjel, pár órára nyílnak ki. A szabadságot szomjazta megszállottan, ez fordult át önpusztításba… Lehet, hogy számára a művészetben élés fontosabb volt, mint a művészetben alkotás.” - Jacek Zieliński festőművész levele M. Krzyśkohoz.
Tíz évvel a halála után Sabadellben terek neveztek el róla (Plaça de Gabriel Morvay). 2006-ban Tarnówban emléktáblát helyeztek el szülőháza falán, s ebből az alkalomból Tarnów és Casalmaggiore városok szerződést kötöttek a kultúra, sport, turisztika, gazdaság és oktatás területén való együttműködésről.
Magyarországon két kiállítása volt (2007-ben és 2012-ben) a Magyarországi Lengyelség Múzeumában. A kiállítást Sutarski Konrád múzeumigazgató szervezte többek között a tarnówi Körzeti Múzeum és nyugati gyűjtők (Emilio Azzini, Angel Amezkete, illetve Mirosława és Roman Krzyśko, akik maguk is művészek) közreműködésével. Az alkalomra lengyel-magyar nyelvű katalógusok is megjelentek rövid életrajzzal.